# كلارندون (فيرمونت)
كلارندون (بالإنجليزية: Clarendon, Vermont)‏ هي بلدة تقع بولاية فيرمونت في الولايات المتحدة. تبلغ مساحتها 81.7 (كم²)، وترتفع عن سطح البحر 164 م، بلغ عدد سكانها 2571 نسمة في عام 2010 حسب إحصاء مكتب تعداد الولايات المتحدة .

## معرض صور

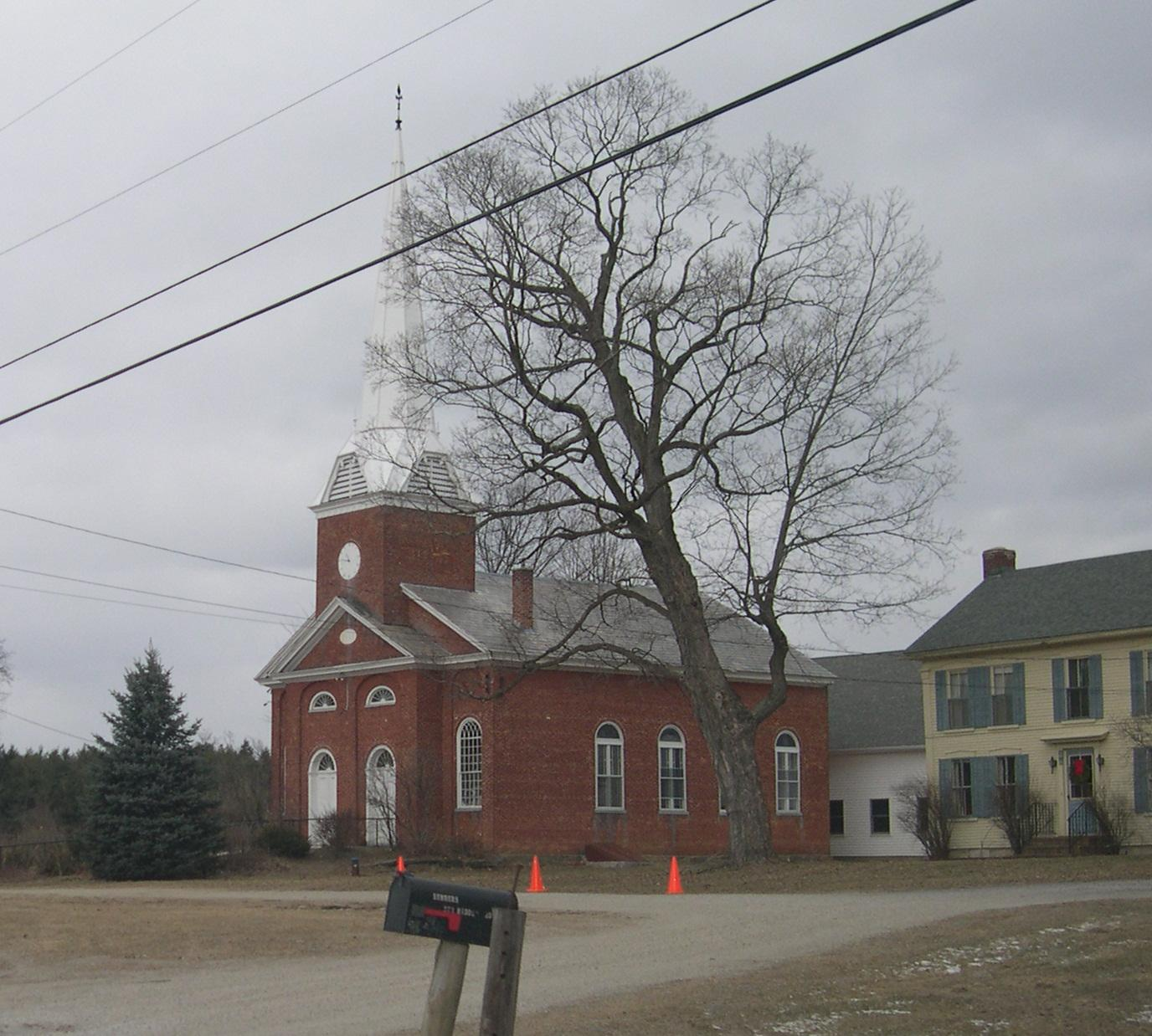
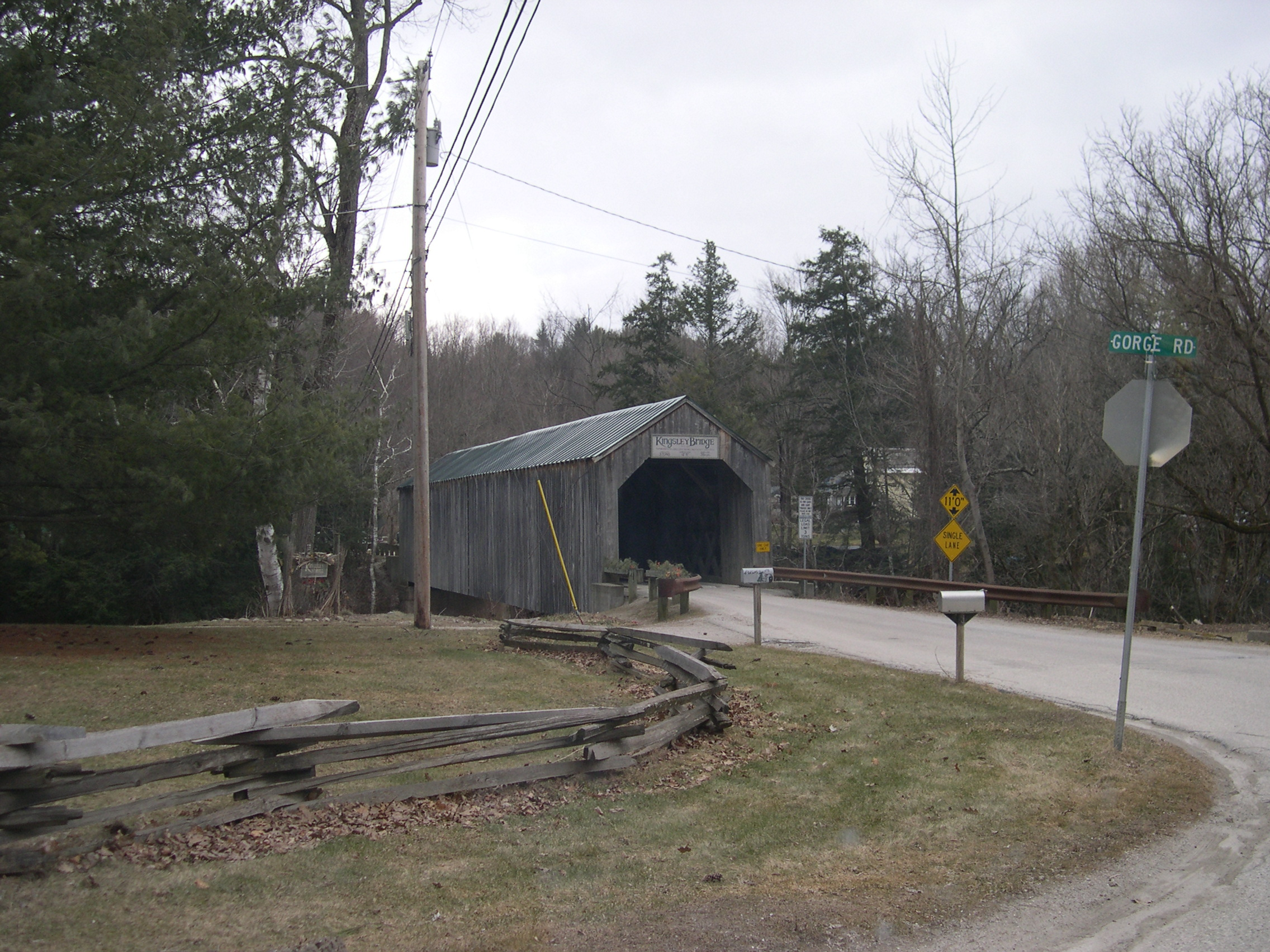
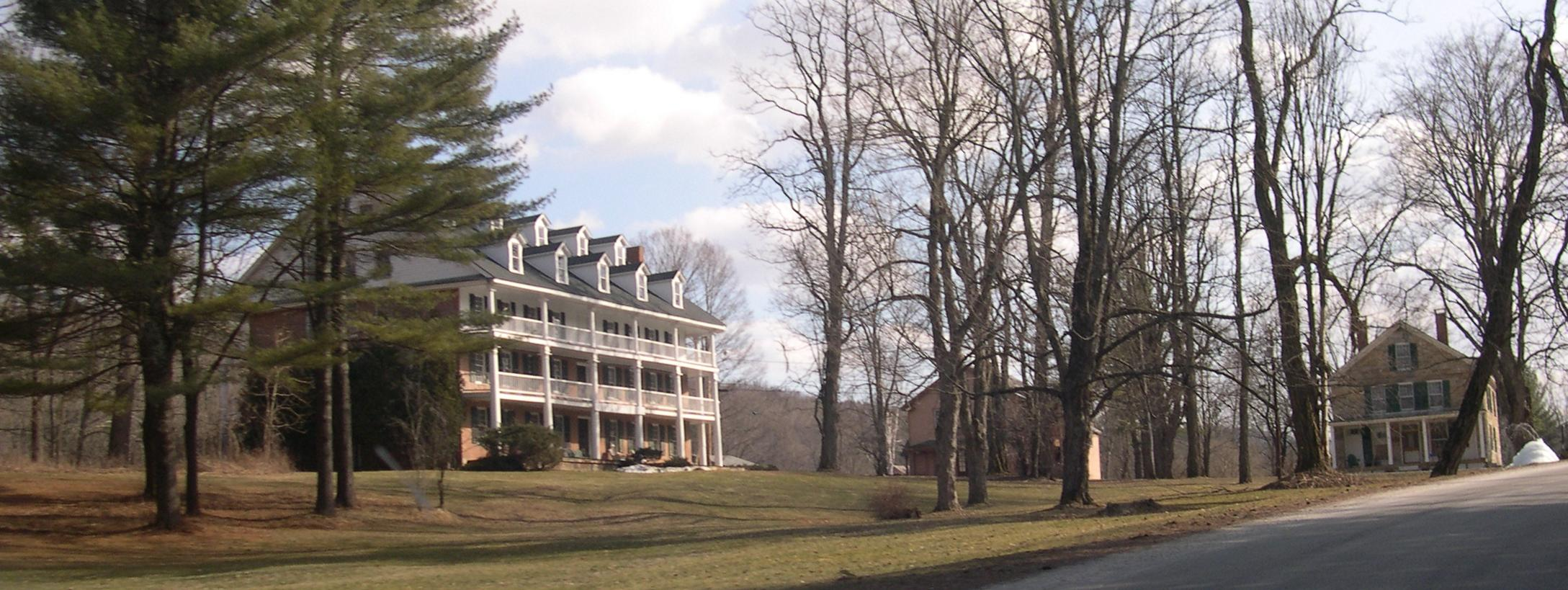
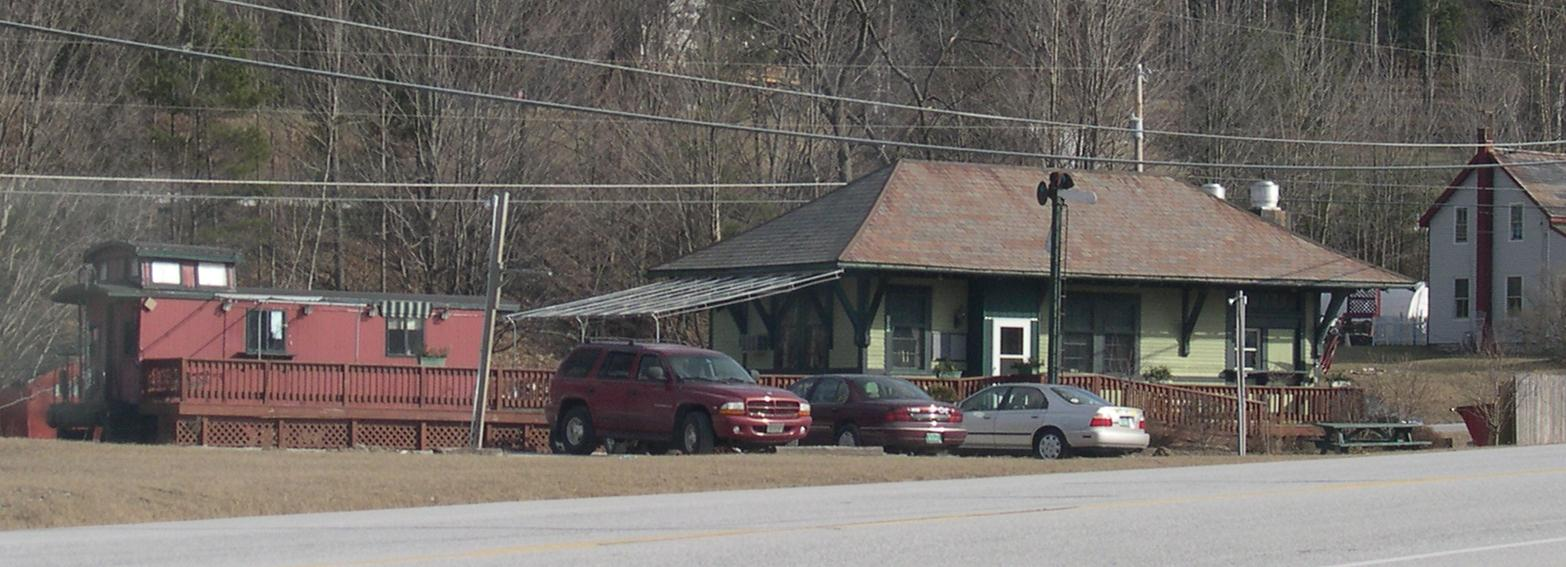

## وصلات خارجية
- The US50 - Cities and Towns in Vermont State
- Vermont Cities and Towns, Facts, Map, Flag, Colleges, Government, and More